# إمبراير لاينيج 1000
إمبراير لاينيج 1000  (بالإنجليزية: Embraer Lineage 1000) هي نفاثة أعمال مشتقة من الطائرة الإقليمية النفاثة من امبراير 190، أنتجت في البرازيل. من صناعة إمبراير. كان أول طيران لها في 26 أكتوبر 2007. ومازالت في الخدمة حتى الآن. صنع منها 13 طائرة، وسعر الطائرة الواحدة منها هو 49.25 مليون دولار.